# داس (جرندة)
بلدية داس (بالإسبانية: Das) هي بلدية تقع في مقاطعة جرندة التابعة لمنطقة كتالونيا شمال شرق إسبانيا.

## الديموغرافيا
بلغ عدد سكان بلدية داس 219 نسمة عام 2011 (وفقاً للمعهد الوطني الإسباني للإحصاء).
| 145 | 155 | 157 | 171 | 193 | 227 | 219 |